# Monomorium bidentatum
Monomorium bidentatum es una especie de hormiga en la subfamilia Myrmicinae endémica de Argentina y de Chile.